# Sankt Marein bei Graz
Sankt Marein bei Graz là một đô thị thuộc huyện Graz-Umgebung bang Steiermark, nước Áo. Đô thị Sankt Marein bei Graz có diện tích 10,25 km², dân số thời điểm cuối năm 2008 là 1193 người.